# Лонги (Виченца)
Лонги је насеље у Италији у округу Виченца, региону Венето.
Према процени из 2011. у насељу је живело 211 становника. Насеље се налази на надморској висини од 442 м.